# فيروس تي الليمفاوي البشري من النوع الثاني
فيروس يرتبط ارتباطًا وثيقًا بفيروس تي الليمفاوي البشري من النوع الأول، يتشارك فيروس تي الليمفاوي البشري من النوع الثاني (إتش تي إل في 2) بحوالي 70٪ من التماثل الجيني (التشابه البنيوي) مع فيروس تي الليمفاوي البشري من النوع الأول. اكتُشف من قبل روبرت غالو وزملائه.
ينتشر فيروس تي الليمفاوي البشري من النوع الثاني بين السكان الأصليين في إفريقيا والقبائل الهندية الأمريكية في أمريكا الوسطى والجنوبية وكذلك بين متعاطي المخدرات في أوروبا وأمريكا الشمالية. قد ينتقل من الأم إلى طفلها عبر الإرضاع وقد ينتقل وراثيًا من أحد الأبوين.
يتوسط ناقل الغلوكوز من النمط الأول في دخول هذا الفيروس إلى الخلايا المستهدفة.

## علم الفيروسات
يتمتع النوعان الأول والثاني من فيروس تي الليمفاوي البشري بأوجه تشابه واسعة من ناحية النمط العام للتنظيم والتعبير الجيني، لكنهما يختلفان جوهريًا في خصائصهما المسببة للأمراض. يستخدم الفيروس مستقبلي ناقل الغلوكوز 1 والنوروبيلين 1 الخلويين للدخول إلى الخلية، على الرغم من أن النوع الأول من الفيروس، دونًا عن النوع الثاني، يعتمد على كبريتات الهيبارين بروتيوغليكان. يعد الانتقال من خلية إلى أخرى أمرًا ضروريًا لتكاثر الفيروس ويحدث من خلال تكوين المشبك الفيروسي. يمكن تصنيف عائلة فيروس تي الليمفاوي البشري (الشكل 2) إلى أربعة أنواع فرعية. يقسم الشكل أيضًا الفيروسات القهقرية إلى خارجية وداخلية. تتواجد الفيروسات القهقرية بشكلين مختلفين: داخلية تتشكل من مكونات وراثية طبيعية وخارجية تتضمن مكونات وراثية منقولة أفقيًا وتكون عادةً عوامل معدية تسبب المرض مثل فيروس نقص المناعة البشرية. في (الشكل 3) تظهر قوالب القراءة المفتوحة (أو آر إف) التي قد تؤدي ترجمتها إلى التنبؤ بالجينات التي سوف تكون موجودة، وقد يساعد ذلك في فهم الفيروسات القهقرية البشرية فهمًا أفضل. من بين الأنواع الفرعية الأربعة، قد يكون فيروس تي الليمفاوي البشري من النوع الثاني مرتبطًا بالليمفوما الجلدية تائية الخلايا (سي تي سي إل). في إحدى الدراسات التي شملت خلايا ليمفاوية مزروعة مأخوذة من مرضى الفطار الفطراني (الشكل 1)، أظهر تضخيم تفاعل البوليميراز المتسلسل تسلسل الجينات الخاص بفيروس تي الليمفاوي البشري من النوع الأول. قد تشير هذه النتيجة إلى وجود علاقة محتملة بين فيروس تي الليمفاوي البشري من النوع الثاني والليمفوما الجلدية تائية الخلايا. يجب إجراء مزيد من البحوث والدراسات لإثبات وجود علاقة بينهما.

## الانتقال
تنتقل العدوى في فترة ما حول الولادة والرضاعة الطبيعية وعبر نقل الدم والاتصال الجنسي واستخدام المخدرات الوريدية.

### الوبائيات
يشارك النوعان الأول والثاني من فيروس تي الليمفاوي البشري بنشاط في نشر الأوبئة، ما يؤثر على 15-20 مليون شخص في جميع أنحاء العالم. في الولايات المتحدة، يبلغ معدل الانتشار الكلي نحو 22 لكل 100,000 شخص، ويعد النوع الثاني أكثر شيوعًا من النوع الأول. أظهر جمع البيانات الذي أُجري بين عامي 2000 و2009 من المتبرعين بالدم في الولايات المتحدة تراجعًا عامًا في ظهور الفيروس منذ تسعينيات القرن الماضي.

## الأعراض
لا يسبب الابيضاض التائي البشري من النوع الثاني (إتش تي إل في 2) أي علامات أو أعراض عمومًا. رغم أن الفيروس لم يبدِ ارتباطًا قاطعًا بأي مشاكل صحية معينة، يعتقد العلماء أن بعض الأشخاص المصابين قد يعانون لاحقًا من مشاكل عصبية مثل:
- الاعتلال العصبي الحسي (أمراض تؤثر في الأعصاب التي تؤمن الإحساس).
- تشوه المشية.
- خلل وظيفة المثانة.
- اعتلال معرفي خفيف.
- اضطرابات حركية (خسارة التحكم العضلي أو الحركة وتحددهما، أو تحدد الحركية).
- العنانة.
- الفطار الفطراني.

على الرغم من محدودية الأدلة، قد يتواجد أيضًا ارتباط بين الفيروس من النوع الثاني والتهابات الرئة المزمنة (مثل ذات الرئة والتهاب القصبات) والربو والتهاب الجلد.

### الأهمية السريرية
لم يثبت ارتباط فيروس تي الليمفاوي البشري من النوع الثاني بأي مرض بوضوح، ولكنه ترافق مع العديد من الأمراض العصبية المشابهة للاعتلال النخاعي والشلل السفلي التشنجي المداري، وقد يسبب مشاكل رئوية مزمنة.
لوحظ تأثير الفيروس على تعداد الصفيحات الدموية.
في ثمانينيات القرن الماضي، عُثر على فيروس تي الليمفاوي البشري من النوع الثاني لدى مريض مصاب بمرض تكاثري لمفي تائي مجهول وُصف بأنه يتمتع بخصائص مشابهة لاضطراب الخلايا البائية المسمى الابيضاض مشعر الخلايا. عُثر على الفيروس أيضًا لدى مريض ثانٍ مصاب بمرض تكاثري لمفي تائي، وأصيب هذا المريض لاحقًا بالابيضاض مشعر الخلايا، ولكن لم يُعثر على الفيروس في نسخ الخلايا المشعرة. يعد السبب وراء حدوث الابيضاض مشعر الخلايا مجهولًا، ولكن لم يعد يُعتقد أنه مرتبط بالعدوى الفيروسية.